# Гапсальский замок
Га́псальский замок, замок Га́псаль (нем. Bischofsburg Hapsal), в настоящее время Ха́апсалуский замок (эст. Haapsalu linnus), Ха́апсалуский епископский замок (эст. Haapsalu piiskopilinnus) — епископский замок с собором, вокруг которого со временем вырос город Гапсаль (ныне Хаапсалу) на западе Эстонии. Основан в XIII веке как центр Эзель-Викского епископства. 
По известной исстари легенде, во время августовского полнолуния на внутренней стене часовни возникает образ Белой Дамы.

## История

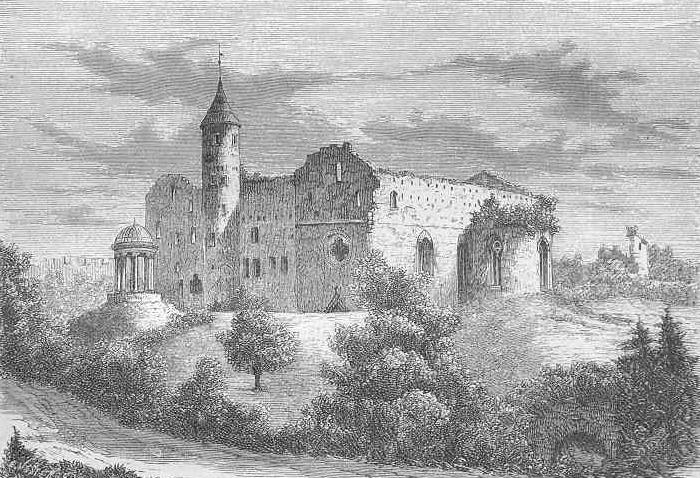
Гапсальский замок в 1889 году

В 1228 году архиепископ Риги Альбрехт фон Буксгевден сформировал новую епархию, состоящую из Ляэнемаа, Сааремаа и Хийумаа, и назначил епископом Готфрида, аббата монастыря цистерцианцев Дюнамюнде. Епископство было создано как вассальное государство Священной Римской империи в 1228 году Генрихом VII, императором Священной Римской империи. В 1234 году Папский легат Вильгельм Моденский зафиксировал границы епархии.
Первая резиденция Эзель-Викского епископства находилась в замке Леал — каменном укреплении, построенном с помощью Ордена Меченосцев. Чтобы избежать конфликтов с влиятельным Орденом, епископ перенёс резиденцию епархии в Пернау, которая спустя десять лет была сожжена литовцами. Новый центр для епархии был выбран в Гапсале, где было начато строительство епископского замка и церкви. Строительство замка продолжалось в течение трёх веков.

## Замок

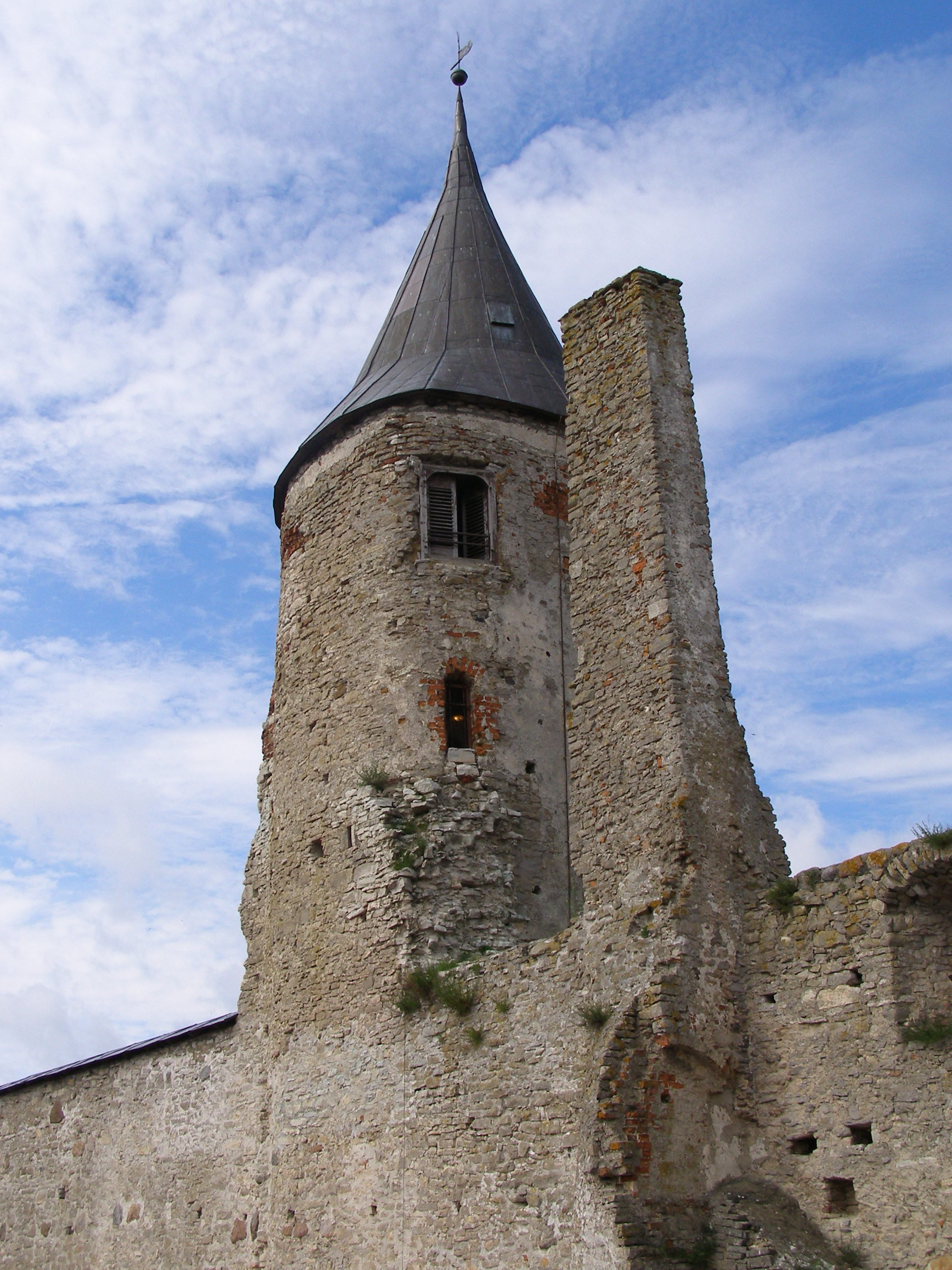
Сторожевая башня замка

Строительство, расширение и реконструкция замка продолжались на протяжении нескольких веков, и архитектура менялась в зависимости от развития оружия. Крепость достигла своих окончательных размеров — площадью более 30 тыс. м², толщиной стен от 1,2 до 1,8 м и местами высотой более 10 метров — во время правления епископа Йоханнеса IV Киевельского (1515—1527). В западной части замка расположена 29-метровая сторожевая башня начала XIII-го века, которая позже использовалась в качестве колокольни. Высота стен позднее была увеличена до 15 метров.
Внутренние траншеи и блиндажи, которые были построены для артиллерии и как укрытие от бомбёжки, восходят к Ливонской войне (1558—1582), но во время этой войны крепость была существенно повреждена. Стены малого замка и внешние укрепления были частично разрушены.
В XVII веке замок как оборонительное сооружение шведами, которые в то время правили эстонской провинцией Швеции, не использовался. В ходе Северной войны в 1710 году Эстляндия попала под власть России и стены замка были частично разрушены по приказу Петра I.

## Собор Святого Николая

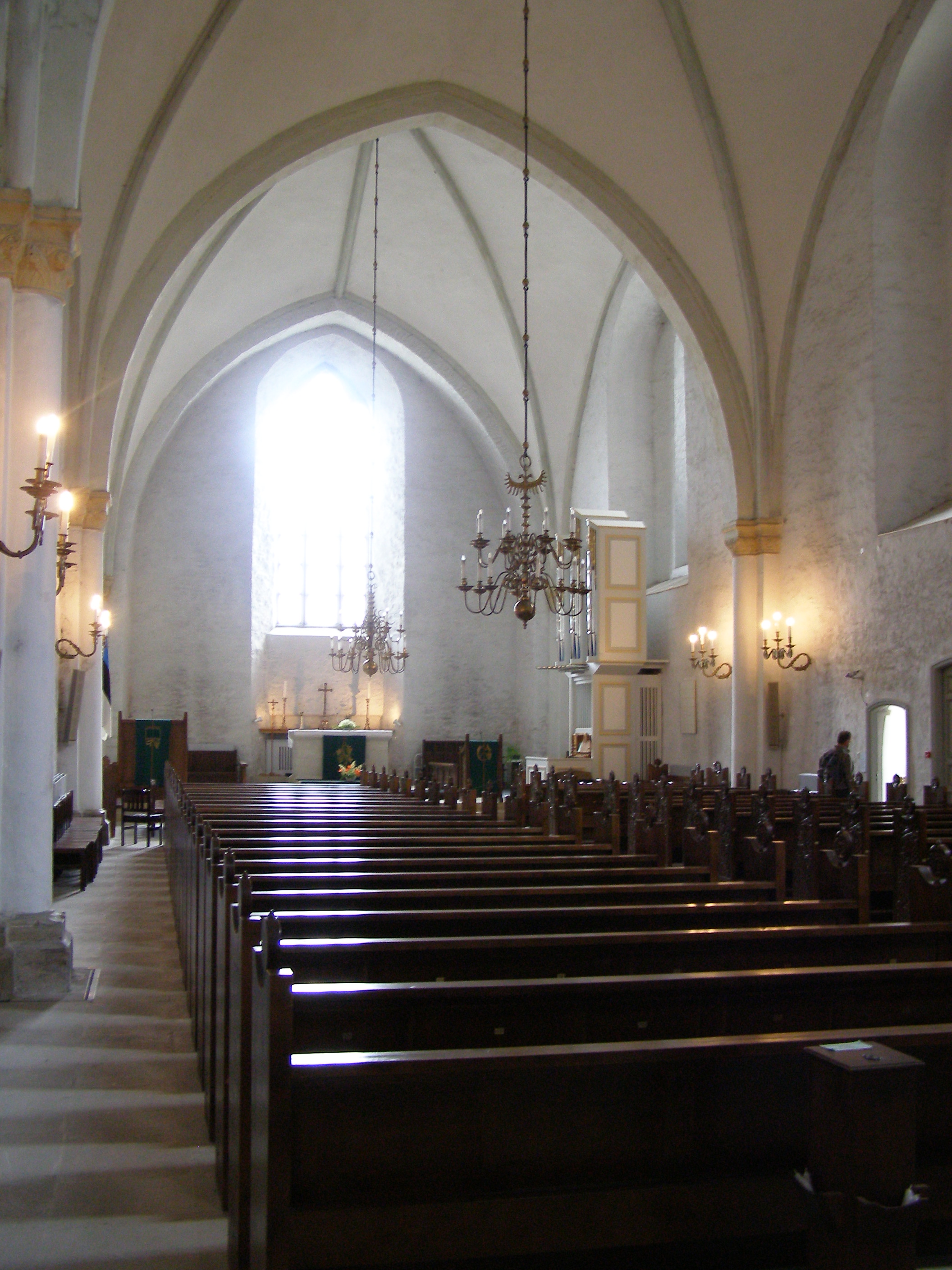
Внутри собора

Собор Гапсаля был собором (то есть главной церковью) Эзель-Викского епископства. Здесь находился престол, официальное представительство и место работы епископа. Это крупнейшее однонефное церковное здание в Прибалтике (ширина 11,5 м, высота — 15,5 м, площадь 425 м²).
Первое письменное упоминание о соборе — это устав Гапсаля, в котором епископ Герман I (1230—†1285), основатель города, пишет: 

«… мы, основавшие собор в Гапсале и обеспечившие наших каноников соответствующими жильём и доходами, определяем особенное место, чтобы быть городу, где все, кто выбрал его в качестве своего места жительства вместе с нами, могли бы собираться и найти приют там, и при необходимости смогли защитить церковь со всем, что имеется в её распоряжении».
Собор был возведён в 1263—1270 годах и поначалу приспособлен к обороне; его чердачное помещение могло использоваться как убежище. Стиль постройки здания собора принадлежит к переходному периоду от романской к готической архитектуре. Первый характеризуется растительным орнаментом на капители пилястр, а второй — звёздчатыми сводами. Западный полуциркульный портал первоначально также был романским: вимперг в круглой арке был с фигурой святого покровителя, который находился в нише. В XV веке, в связи с постройкой ряда помещений с южной стороны собора, стены его подняли выше, а новый фронтон сделали без вимперга. Внутренние стены были покрыты картинами, пол состоял из надгробий духовенства и уважаемых дворян. Уникальная круглая баптистская часовня (крещальня) башенного типа с крестовым сводом, построенная во второй половине XIV века, соединена с собором. Подобной часовни нет ни в одной другой церкви в Прибалтике. Известна она и как место явления «белой дамы»: во время полнолуния в августе или сентябре Луна стоит особенно низко над горизонтом, и свет её, падая через восточное окно крещальни, отражается на южной стене, образуя в окне силуэт «белой дамы». Силуэт её хорошо виден с вала напротив окна или с его подножия. О «белой даме» рассказывается во многих легендах.
Во время Ливонской войны Эстония стала частью лютеранского шведского королевства. Католическая домская церковь стала церковью с лютеранским приходом и стала называться замковой церковью. В 1625 году шведский король Густав II Адольф продал город Хаапсалу, замок и близлежащие земли в собственность графа Якоба Делагарди, который планировал превратить ветхую крепость в современный замок. В качестве консультанта был приглашен известный скульптор и мастер-строитель Арент Пассер.
23 марта 1688 года покрытая листовой медью крыша церкви была уничтожена в огне, но церковь была восстановлена достаточно быстро. Буря в 1726 году снова уничтожила крышу. Уменьшившийся приход не мог позволить себе ремонт и перешёл в городскую церковь. В XIX веке была начата реконструкция руин в романтическом парке замка.
В 1886—1889 годах церковь была отремонтирована и восстановлена. Разрушенный портал в романском стиле был заменён псевдоготическим «лестничным порталом», сохранившиеся фрагменты настенных росписей были обновлены, а надгробные плиты были из церкви убраны. 15 октября 1889 года была проведена первая служба, посвященная Святому Николаю.
Присоединение Эстонии к СССР в 1940 году привело к закрытию церкви. Во время Второй мировой войны службы были продолжены, но весной 1944 года хулиганы ворвались в церковь и уничтожили алтарь, орга́н, стулья и окна. В 1946 году приход попросил советское правительство включить собор в список охраняемых исторических памятников, но он не смог привлечь их интерес. Церковь пустовала в течение многих лет. Какое-то время она использовалась как зернохранилище, были даже планы по превращению её в бассейн.

## Легенда о Белой Даме
Согласно легенде в полнолуние в августе на внутренней стене часовни появляется образ девы — Белой Дамы. Увидеть его можно только при безоблачном небе.
Во времена Эзель-Викского епископства каждый каноник должен был вести целомудренный и добродетельный образ жизни в соответствии с правилами монастыря. Доступ женщин в епископский замок был запрещен под угрозой смерти. Легенда рассказывает, что каноник влюбился в эстонскую девушку и привел её тайно в замок. Она спряталась под одеждами певчего и это оставалось тайной в течение длительного времени, но когда епископ посетил Гапсаль снова, молодой певец привлек его внимание, и он приказал определить пол певца.
Обнаружив девушку, епископ созвал совет, который принял решение о том, что девушка должна быть замурована в стене часовни, а каноник посажен в тюрьму, где он в скором времени умер от голода. Строители оставили девушку в полости стены с куском хлеба и кружкой воды. В течение некоторого времени её крики о помощи были слышны в замке. Тем не менее её душа не может найти мира и, как результат, она появляется в окне Баптистерия и оплакивает своего любимого уже на протяжении веков, и тем самым доказывает бессмертие любви.
Ранее 1990-х годов была распространена другая версия легенды. В местную бедную девушку влюбился представитель высшего сословия. Её возлюбленный в то время служил в рыцарской дружине при епископском орденском замке. Девушке пришлось переодеться мальчиком и поступить певчим в хор монастыря. Это давало возможность влюблённым часто встречаться. Однажды юный певчий отправился искупаться в укромном месте, благо город с трёх сторон окружён морем. Кто-то из монахов последовал за певчим, неизвестно из каких побуждений. Но открыв, что это вовсе не юноша, монах бегом отправился к епископу и обличил влюблённых. Девушка была замурована в стене строящегося замка (это была известная практика того времени: считалось, что на крови невинного мученика (обычно замуровывали в стену первого попавшегося) замок простоит долго и выдержит любую осаду). А влюблённого рыцаря сбросили в глубокую яму с тиграми, где он был разорван на куски. Эту яму раньше показывали всем туристам. Имелась ещё и вторая яма — с волками. Это тоже очень похоже на правду: традиционная практика в средневековье — наказание быть разорванным дикими животными. На Руси это так же практиковалось, только животных держали на отдельной псарне.
Каждый год во время августовского полнолуния проводится музыкальный фестиваль «Белая Дама».